# Centre d'opérations du réseau
Pour les articles homonymes, voir NOC et CGR.

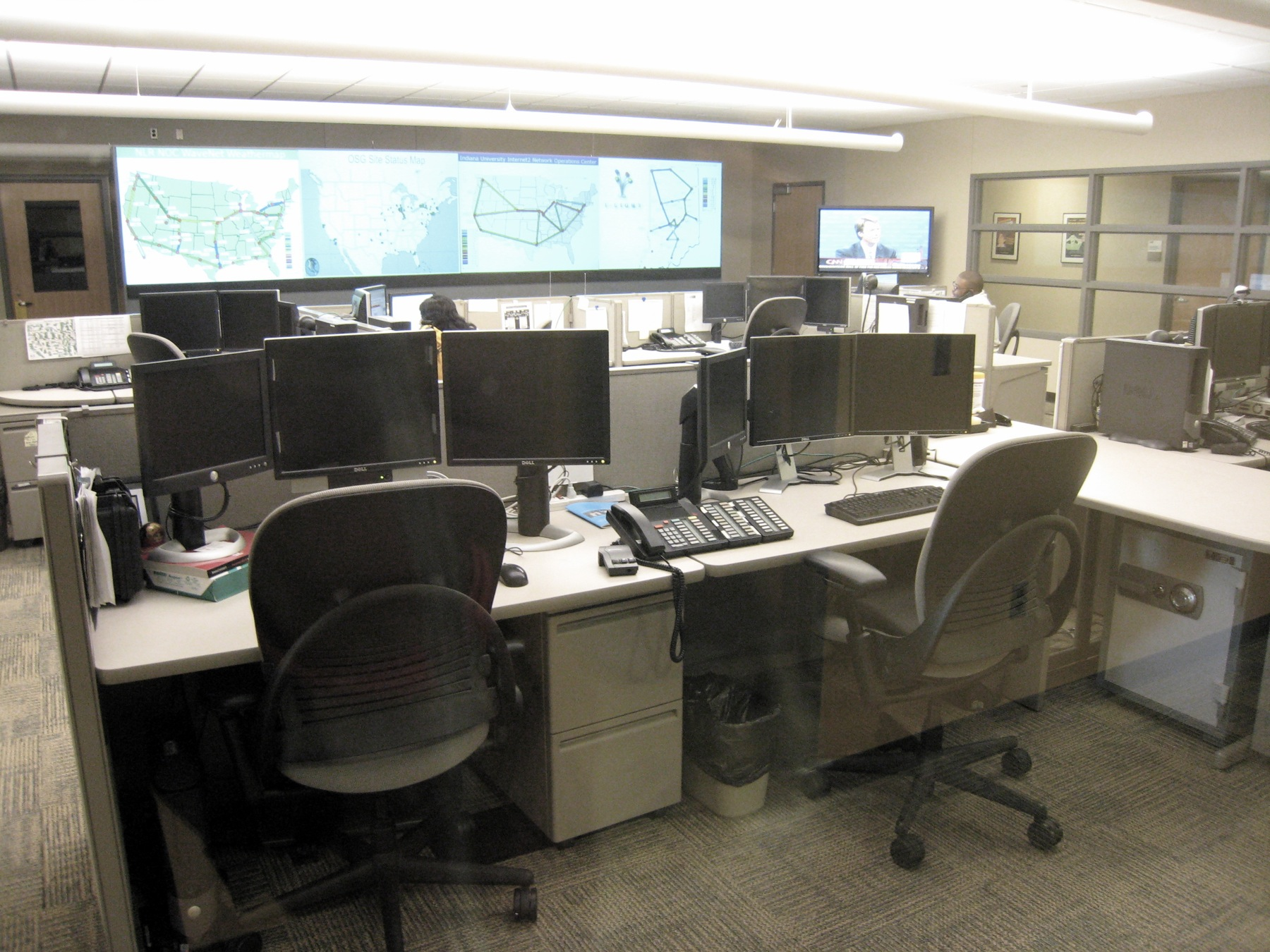
Vue d'ensemble d'un NOC. Devant, beaucoup de moniteurs ; derrière, une vue du réseau et une chaîne télévisuelle d'information à droite

Un centre d'opérations du réseau (aussi appelé centre de gestion du réseau (CGR) ou centre d'exploitation du réseau ; en anglais, Network operations center, abrégé NOC) est un ou plusieurs sites à partir desquels s'exercent la surveillance et le contrôle d'un réseau d'ordinateurs, d'un réseau de télécommunications ou d'un réseau de satellites.

## Histoire
Les premiers centres d'opérations de réseau sont apparus dans les années 1960. Un centre d'opérations de réseau a été ouvert par AT & T à New York en 1962. Ce centre utilisait des tableaux d'état pour afficher des informations de commutation et de routage, en temps réel, pour les commutateurs de communications interurbaines les plus importants d'AT & T. En 1977, AT & T a déménagé son centre d'opérations du réseau à Bedminster (New Jersey).

## But
Les centres d'opérations du réseau sont mis en œuvre par des entreprises, des services publics, des universités et des organismes gouvernementaux qui gèrent des réseaux complexes nécessitant une haute disponibilité. Le personnel d'un centre d'opérations du réseau est responsable de la surveillance d'un ou plusieurs réseaux qui nécessitent une attention particulière pour éviter une dégradation de la performance du réseau.
Certaines organisations exploitent plusieurs centres d'opérations du réseau, soit pour gérer différents réseaux, soit pour assurer une redondance géographique en cas d'indisponibilité d'un site.
En plus de surveiller les réseaux de matériels, les centres d'opérations de réseau surveillent aussi parfois les réseaux sociaux pour savoir ce que leurs utilisateurs pensent de la performance de leur réseau et être informés de certaines dégradations ressenties par les utilisateurs.

## Organisation physique

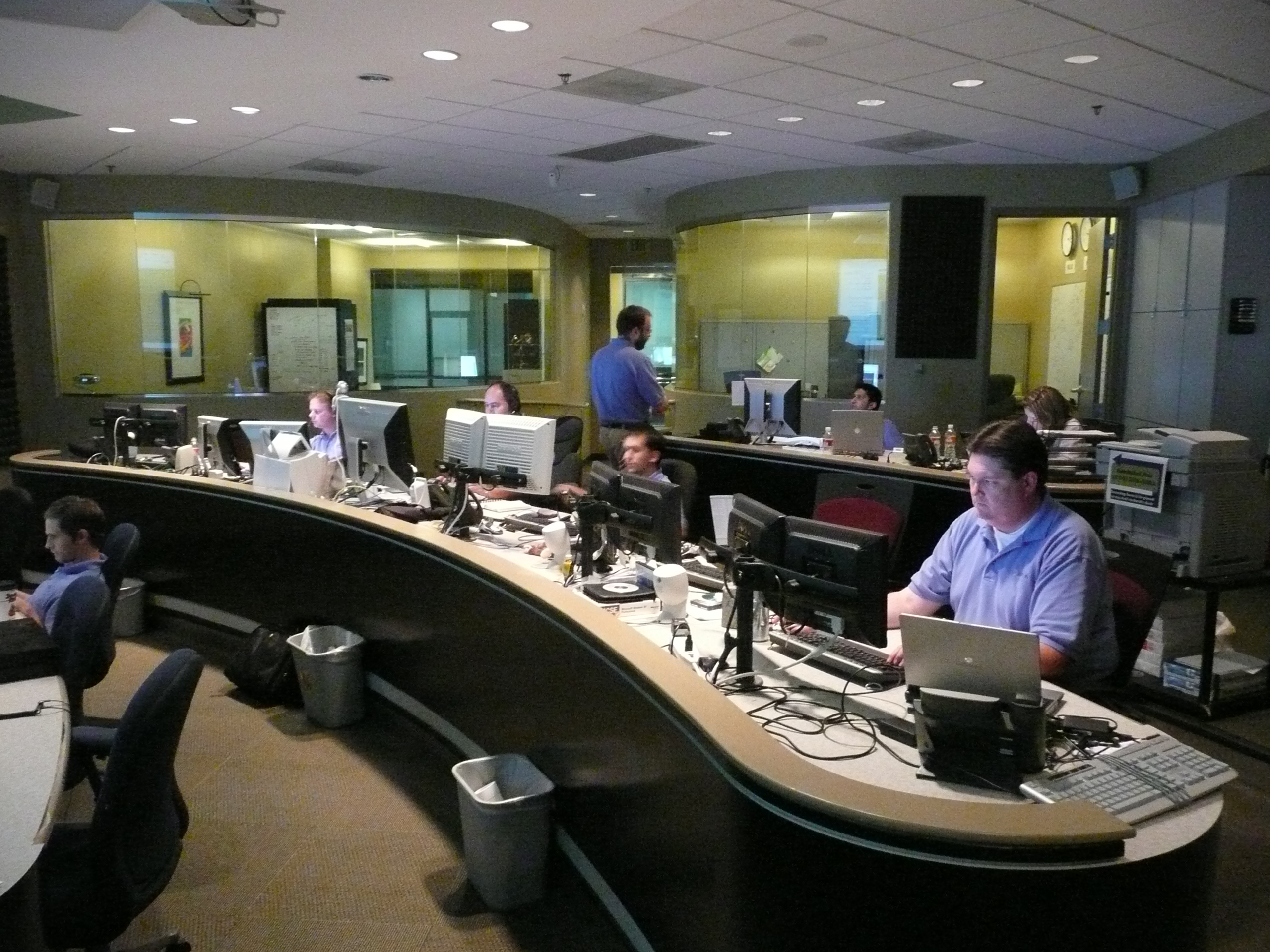
Des techniciens dans un centre d'opérations du réseau de la compagnie Architel

Les centres d'opérations du réseau sont fréquemment composés de plusieurs rangées de stations de travail, toutes face à un mur vidéo, qui montre généralement les détails des alarmes hautement significatives, des incidents en cours et des performances générales du réseau. Un coin du mur est parfois utilisé pour afficher une chaîne de télévision d'actualités ou de météo, car cela peut informer les techniciens d'événements actuels susceptibles d'affecter le réseau ou les systèmes dont ils sont responsables.
Le mur arrière est parfois vitré. Il se peut que le mur vitré donne sur une pièce où peuvent se réunir les membres d'une équipe chargée de gérer des incidents graves, tout en pouvant suivre les événements qui se déroulent dans le centre.
Les stations de travail individuelles sont généralement affectées à un réseau, une technologie ou une zone géographique spécifique. Un technicien peut avoir plusieurs moniteurs d'ordinateur sur sa station de travail.
L'emplacement abritant un centre d'opérations du réseau peut également contenir une grande partie ou la totalité des serveurs et autres équipements essentiels au fonctionnement du réseau, bien qu'il ne soit pas rare qu'un seul centre d'opérations du réseau surveille et contrôle un plusieurs sites géographiquement dispersés.